# Kiskunmajsa
Kiskunmajsa  è una città dell'Ungheria situato nella contea di Bács-Kiskun, nell'Ungheria meridionale di 11 707 abitanti (dati 2009) ed è situato al confine con la Serbia

## Società

### Evoluzione demografica
Secondo i dati del censimento 2001 il 93,9% degli abitanti è di etnia ungherese, il 5,8% di etnia rom

## Amministrazione

### Gemellaggi
- Bačka Topola, Serbia
- Gheorgheni, Romania
- Lommatzsch, Germania
- Bad–Schönborn, Germania
- Lubliniec, Polonia